# Rimschweiler
Rimschweiler est un écart de la ville allemande de Deux-Ponts dans le Land de Rhénanie-Palatinat.
Sur son ban se trouve aussi le hameau Heidelbingerhof.

## Géographie

### Localisation
Traversé par la Horn, Rimschweiler se situe à proximité des frontières Rhénanie-Palatinat/Sarre et Allemagne/France.

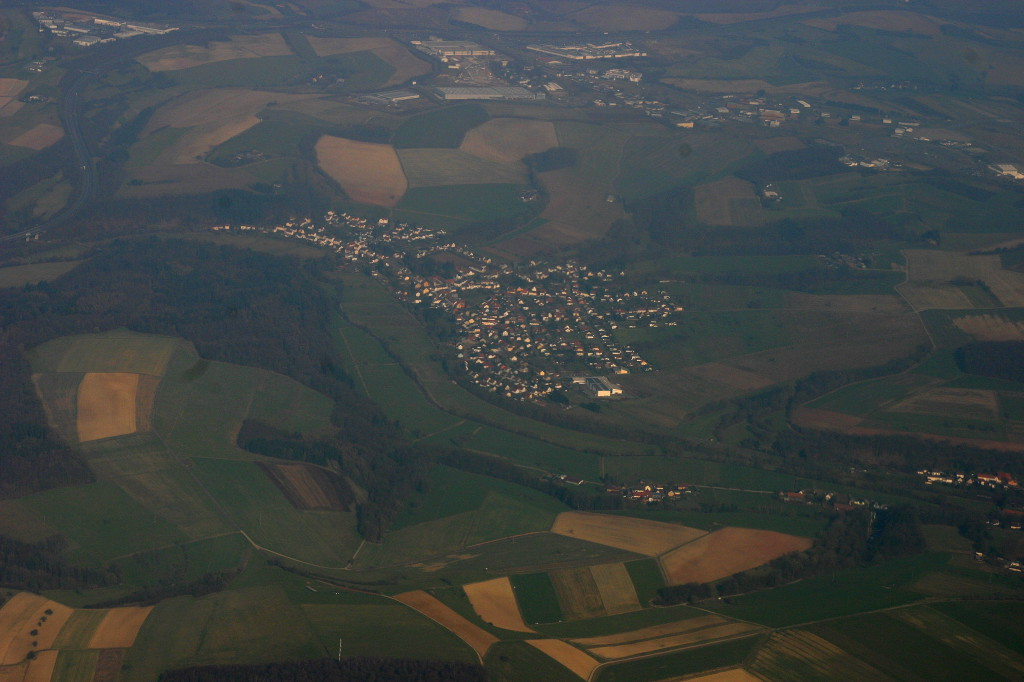
Vue aérienne du village.

### Voies de communications et transport
De 1913 à 1967, Rimschweiler disposait d'une gare ferroviaire, desservie par la ligne aujourd'hui déposée de la vallée de la Horn (allemand : Hornbachbahn).

## Histoire
L'histoire du village est indissociable de l'histoire de son chef-lieu, la ville de Deux-Ponts.
Jusqu'à la Révolution, Rimschweiler dépend comme cette dernière de la prévôté d'Althornbach et de l'archiprêtré d'Hornbach.
Dans le cadre de la réforme territoriale, Rimschweiler est absorbé par la ville de Deux-Ponts à partir du 22 avril 1972.